# Elio Martusciello
Elio Martusciello (Napoli, 1959) è un musicista e compositore italiano autodidatta, di musica sperimentale e insegna musica elettronica al conservatorio di Napoli.
Ha studiato fotografia con Mimmo Jodice e arti visive con Carlo Alfano, Armando De Stefano e Rosa Panaro. La sua estetica musicale deriva essenzialmente dall'arte acusmatica, ma oltre alla composizione musicale acusmatica egli compone per strumenti e live electronics, opera nell'ambito dell'installazione d'arte, dei multimedia, delle arti visive e dell'improvvisazione elettroacustica. Attualmente vive a Napoli.

## Collaborazioni principali

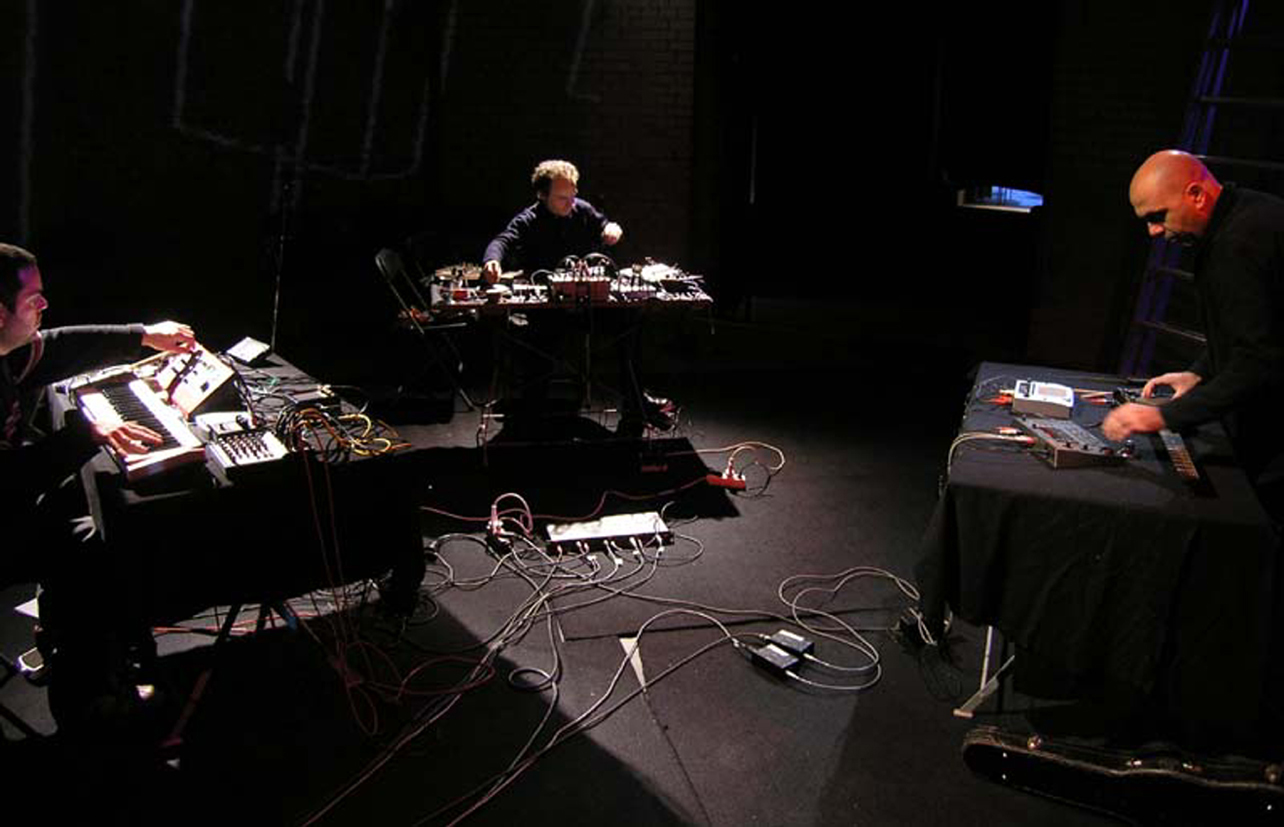
Elio Martusciello con gli Ossatura a Berlino nel 2003 (foto di H. Mex)

Ana-Maria Avram, Natasha Barrett, Eugene Chadbourne, Alvin Curran, Chris Cutler, Iancu Dumitrescu, Tim Hodgkinson, Thomas Lehn, Lawrence D. "Butch" Morris, Jerome Noetinger, Tony Oxley, Evan Parker, Giancarlo Schiaffini, Mario Schiano, Z'EV.

## Gruppi musicali
- Ossatura con Fabrizio Spera e Luca Venitucci
- Ka’e con Giorgio Bosso, Stefano Giampietro, Paolo Montella e Andrea Laudante
- Schismophonia con Mike Cooper
- Taxonomy con Graziano Lella e Roberto Fega
- Bindou ensemble con Ana-Maria Avram, Chris Cutler, Rhodri Davies, Iancu Dumitrescu e Tim Hodgkinson
- Le pecore di Dante con Tim Hodgkinson
- DA con Paganmuzak
- Xubuxue con Pietro D'Agostino, Marco Ariano e Gianfranco Tedeschi

## Discografia e videografia selezionata
- Elio e Maurizio Martusciello: meta-harmonies (Staalplaat, 1995)
- Ossatura: dentro (Recommended Records, 1998)
- Ossatura: verso (Recommended Records, 2002)
- Aesthetics of the machine (bowindo, 2003)
- Unoccupied areas (Recommended Records, 2005)
- Taxonomy: A Global Taxonomycal Machine (Ambiances Magnétiques, 2005)
- Taxonomy: 10 Taxonomical Movements (Ambiances Magnétiques, 2008)
- To extend the visibility (Recommended Records, 2009)
- Concrete Songs (TiConZero, 2011)
- BetweenUs: Chamber Rites (Die Schachtel, 2015)
- Ossatura: Maps and Mazes (Recommended Records, 2016)
- incise (em_music, 2018)
- the ghost album (em_music, 2020)
- Sismonastie - Music for yellow guitar solo (em_music, 2023)
- Esercizi per esistere (Dissipatio records, 2024)
- Akousma-Mother (em_music 2024)